# Trana (adelsätt)
Trana var en svensk adelsätt, adlad 1627 och introducerad på Svenska Riddarhuset 1627, utdöd 1643. 
Kommissarien i Ingermanland och senare ståthållare i Dorpat, Erik Andersson, adlades 1626 och introducerades året därpå på Sveriges Riddarhus. 
Han var gift med Margareta Eketrä, och två barn är kända:
1. Gustaf Trana, avled 1643 och slöt ätten.
2. Christina Trana, gift med Jacob Törnsköld.